# Катастрофа Let L-410 в Поти
Катастрофа Let L-410 в Поти — авиационная катастрофа пассажирского самолёта Let L-410M (Лет Л-410М) компании Аэрофлот, произошедшая во вторник 29 марта 1983 года в районе Поти, при этом погибли 6 человек.

## Самолёт
Let L-410M Turbolet с регистрационным номером CCCP-67190 (заводской — 781119, серийный — 11-19) был выпущен 27 февраля 1979 года (по другим данным — в феврале 1978 года) заводом «Let» в Чехословакии, после чего передан заказчику — Министерству гражданской авиации Советского Союза. К 18 апреля 1979 года лайнер поступил в Сухумский (297-й) объединённый авиационный отряд Грузинского управления гражданской авиации. Пассажировместимость салона составляла 17 мест. Общая наработка борта 67190 составляла 3206 часов и 6096 циклов «взлёт-посадка».

## Экипаж
Экипаж самолёта состоял из двух пилотов и одного проверяющего.
- Командир воздушного судна — Филин Геннадий Анатольевич
- Второй пилот — Недяк Владимир Григорьевич
- Проверяющий — штурман авиаэскадрильи Озеров Евгений Автандилович

## Катастрофа
Самолёт выполнял внутренний пассажирский рейс Г-70 из Поти в Сухуми, а на его борт сели 15 пассажиров, в том числе и один неоформленный — пилот-инструктор Сухумского авиаотряда Читава Э. П.. Взлётный вес лайнера составлял 5685 кг при центровке — 28 % САХ, что находилось в пределах допустимого. На небе в это время стояла средняя облачность с разрывами, ветер 210° 2 м/с, видимость до 20 километров. В 15:16 местного времени (14:16 МСК) с 18 людьми на борту рейс 70 взлётел со взлётно-посадочной полосы 10 аэропорта Поти.
Пилоты убрали шасси, а закрылки были выпущены на 15°, когда спустя 14 секунд с момента отрыва от земли на высоте 60 метров у летящего с приборной скоростью 195 км/ч самолёта неожиданно упали обороты обоих двигателей. В левом двигателе обороты упали до 60 %, то есть до уровня малого полётного газа, но затем вновь начали возрастать и на 25 секунде с момента взлёта вернулись к первоначальным 94,5 %. Однако в правом двигателе обороты после падения продолжали снижаться и вскоре упали практически до нуля. Так как самолёты L-410 не оборудованы системой автоматического флюгирования воздушных винтов, то правый воздушный винт продолжал крутиться в режиме авторотации, тем самым создавая значительное аэродинамическое сопротивление. Такой дисбаланс привёл к тому, что появилась вертикальная перегрузка в 1,35 единиц, а руль высоты начал вибрировать с высокой частотой, что продолжалось вплоть до катастрофы.
Экипаж начал выполнять правый поворот, при этом одновременно происходило снижение высоты и скорости. Спустя 1 минуту 20 секунд от начала разбега по полосе и через 44 секунды от начала падения оборотов двигателей скорость упала уже до 130 км/ч, поэтому самолёт перешёл в сваливание, а через три секунды, войдя в крутой правый крен, врезался правой плоскостью крыла в верхушки деревьев. Пилоты исправили крен, но через 38 метров от первого удара на крыле из-за малой скорости произошёл срыв потока. Самолёт опять вошёл в крутой правый крен и начал врезаться в деревья. Промчавшись через них на протяжении 50 метров, в 88 метрах от точки первого удара о деревья и в 2240 метрах юго-восточней (азимут 125°) контрольной точки аэродрома Поти авиалайнер с курсом 325° врезался в болотистый грунт, после чего, развернувшись, остановился. Пожара не возникло, но была разрушена передняя часть фюзеляжа, при этом погибли оба пилота и ещё четыре пассажира, включая пилота-инструктора, то есть всего 6 человек. Остальные 12 человек (проверяющий и 11 пассажиров) были ранены, но выжили.

## Расследование
Как установила комиссия, пилоты выполняли взлёт, используя нормальную систему управления двигателями от рычагов управления двигателями. Стоп-краны от аварийного контура не использовались, а судя по тому, как изменялись обороты двигателей, экипаж не мог случайно включить эти стоп-краны. Да и снижение оборотов двигателей произошло из-за того, что пилоты намеренно перевели одновременно оба двигателя в режим малого газа, после чего через 4 секунды вновь перевели левый двигатель на взлётный режим, а правый, наоборот, отключили. Последний намеренно отключили, вероятно, из-за того, что давление измерителя крутящего момента (ИКМ) и обороты винта были выше предельно допустимых величин, что в свою очередь могло быть вызвано временным отказом регулятора оборотов винта, так как кратковременно завис золотник центробежного механизма. Такие отказы уже раньше случались на самолётах L-410M.
Экипаж отключил правый двигатель, а левый перевёл в режим малого газа, после чего установил руль высоты на пикирование, то есть опустил нос самолёта и тот начал снижаться, а приборная скорость снизилась со 195 до 70 км/ч. Возможно, что пилоты намеревались совершить вынужденную посадку перед собой, действуя при этом в соответствие с руководством по лётной эксплуатации. Однако когда высота уменьшилась до 50 метров, пилоты увидели под собой покрытую лесом равнину, посадка на которую могла бы привести к разрушению самолёта, поэтому приняли решение прекратить снижение и направляться к площадке для вынужденных посадок самолётов местных воздушных линий. Для этого экипаж перевёл левый двигатель во взлётный режим, после чего повернул вправо по направлению к площадке, пытаясь по возможности сохранить направление и высоту полёта. Но так как вес лайнера был близок к максимальному взлётному, а закрылки были выпущены на 15°, то тяги одного двигателя в таких условиях было недостаточно, поэтому самолёт начал терять высоту и скорость, пока последняя не упала до 130 км/ч. Перейдя в сваливание, «Лет» врезался в деревья.
Правый воздушный винт не флюгировался, возможно, из-за того, что пилоты после принятия решения о вынужденной посадке перед собой решили использовать тормозной эффект от данного винта для сокращения посадочной дистанции. Когда же было принято решение продолжать полёт, то экипаж прежде всего следил за скоростью и высотой, а о винте мог и забыть, либо не зафиксировал его рычаг управления в положении «Флюгер». То, что самолёты данного типа не оборудованы системой автоматического флюгирования, не позволило зафлюгировать винт без участия пилотов.
Касательно вопроса о высокой частоте тряски руля высоты — в материалах по лётным испытаниям L-410M вообще нет данных о таком явлении. Были проведены испытания в аэродинамической трубе, которые позволили узнать, что когда угол скольжения более 15°, то на вертикальном оперении возникает срыв потока, который в свою очередь начинает влиять на воздушный поток на горизонтальном оперении, включая руль высоты, из-за чего может возникать тряска последнего. Также колебания руля высоты могла вызвать вибрация вертикального оперения, которая в свою очередь могла появиться из-за полного отклонения руля направления влево в условиях скольжения на ту же сторону.
Так как применяемый на малых воздушных судах бортовой самописец САРПП-12ВМ имеет относительно небольшое число регистрируемых параметров, то комиссия не смогла установить причину, почему экипаж отключил правый двигатель. Также результаты испытаний самолёта L-410MA показали, что при полёте на одном двигателе при взлётном режиме его боковая устойчивость и управляемость недостаточны. В случаях, когда при взлёте отказывает один двигатель, то самолёт можно сбалансировать только лишь отклонением руля направления и без создания крена, но скорость для этого должна быть не менее 205 км/ч. К тому же на такой скорости при отклонении руля направления возникает резкое кренение. Также на самолётах L-410 может наблюдаться такое опасное явление, как «присасывание» руля направления. Наконец, в руководстве по лётной эксплуатации не были указаны признаки неисправности и/или отказа двигателя, а также отсутствовали рекомендации по действиям экипажа при возникновении такой ситуации.

## Причины
Согласно заключению комиссии, катастрофа произошла из-за нехватки тяги в условиях полёта с почти максимальным полётным весом без потери высоты и скорости, а также с отключённым правым двигателем и находящимся в режиме авторотации правым воздушным винтом. Вероятно, что в правом двигателе произошёл кратковременный отказ регулятора оборотов винта, в результате чего число оборотов винта, а также давление измерителя крутящего момента превысили допустимые значения, поэтому экипаж и принял решение отключить данный двигатель. Способствующим фактором катастрофы стали конструктивные недостатки самолёта, который не был оборудован системой автоматического флюгирования, а также имел недостаточные боковую устойчивость и управляемость в условиях полёта на одном двигателе во взлётном режиме.